# Епархия Иды
Епархия Иды (лат. Dioecesis Idahina) — епархия Римско-Католической церкви c центром в городе Ида, Нигерия. Епархия Иды входит в митрополию Абуджи. Кафедральным собором епархии Иды является церковь святого Бонифация.

## История
26 сентября 1968 года Святой Престол учредил апостольскую префектуру Иды, выделив её из епархии Локоджи.
17 декабря 1977 года Римский папа Павел VI издал буллу Nobis quam maxime, которой преобразовал апостольскую префектуру Иды в епархию.

## Ординарии епархии
- епископ Leopold Grimard (4.10.1968 — 1977);
- епископ Ephraim Silas Obot (17.12.1977 — 12.04.2009);
- епископ Anthony Ademu Adaji (1.06.2009 — по настоящее время).

## Источник
- Annuario Pontificio, Libreria Editrice Vaticana, Città del Vaticano, 2003, ISBN 88-209-7422-3
- Булла Nobis quam maxime, AAS 70 (1978), стр. 145  (лат.)